# Incendie de l'hôpital Constanța pour les maladies infectieuses
L'incendie de l'hôpital Constanța pour les maladies infectieuses s'est déclaré le 1er octobre 2021 vers 9 h 48. Les pompiers sont arrivés sur les lieux à 9 h 56, et le feu a pu être éteint en moins en moins d'une heure, à 10h50.

## Hôpital
Deux enquêtes sur l'hôpital ayant eu lieu avant l'incendie avaient révélé que l'hôpital avait plusieurs problèmes. Construit en 1938, il possédait une infrastructure ancienne et était constamment sujet à des rénovations. Il ne possédait pas de système de sécurité incendie, et son personnel, en sous-effectif, était épuisé. D'autres problèmes, comme le fait que de nombreux patients n'avaient pas d'assurance maladie, avaient été relevés.

## Incendie
Environ cent-vingt-cinq patients étaient présents à l'hôpital au moment de l'incendie. Dix d'entre eux se trouvaient dans une unité de soins intensifs pour un traitement contre le COVID-19.
Des médias locaux ont tout d'abord déclaré que dix personnes avaient péri dans l'incendie, tandis que la préfecture du comté de Constanța a annoncé que neuf personnes y avaient perdu la vie. Finalement, le nombre de décès a été confirmé comme se portant à sept personnes : cinq patients morts pendant l'incendie et deux décédés plus tard dans les hôpitaux où ils avaient été transférés.Toutes les personnes décédées étaient des patients hébergés aux soins intensifs.

## Conséquences
L'incendie a provoqué une forte indignation en Roumanie. Les autorités se sont vues accusées d'incompétence, cette catastrophe n'étant pas la première à se produire : l'incendie de l'hôpital Piatra Neamț (novembre 2020) avait causé dix morts, et l'incendie de l'hôpital Matei Balș (janvier 2021) avait causé dix-sept décès,.
Le président de la Roumanie Klaus Iohannis a publié une déclaration sur l'événement, adressant ses condoléances aux proches des victimes et déclarant que l'État roumain avait échoué dans sa mission de protection de ses citoyens, critiquant la situation de l'infrastructure du système de santé du pays et demandant au Premier ministre et au ministère de la Santé de Roumanie que des mesures soient prises pour prévenir un autre accident similaire,.
La présidente de la Moldavie, Maia Sandu, a également adressé ses condoléances aux proches des victimes de l'incendie.